# Linda Lecomte
 (avril 2016).
Si vous disposez d'ouvrages ou d'articles de référence ou si vous connaissez des sites web de qualité traitant du thème abordé ici, merci de compléter l'article en donnant les références utiles à sa vérifiabilité et en les liant à la section « Notes et références ».
Linda Lecomte est une auteure-compositrice-interprète belge.

## Biographie
Linda Lecomte, a travaillé, à la fin des années 1970, comme programmatrice à la RTBF-Mons
Elle a été une des premières programmatrices à diffuser les albums de Daniel Balavoine.
Elle a été de 1977 à 1982, la compagne de Daniel Balavoine et a écrit avec lui une dizaine de chansons dont Bonjour bonjour pour Catherine Ferry (précédente compagne de Balavoine) en 1982.
En 1984 elle participe à l'écriture de l'album "Vivre avec la musique" de Catherine Ferry
Elle a aussi contribué en tant qu'auteure à la carrière de jeunes chanteurs dont Franck Noel.
Dans son album Face amour / Face amère sorti en octobre 1979,  Daniel Balavoine lui a dédié les chansons Love Lindaet Rougeagèvre.